# 卡緬卡河 (阿尼瓦區)
卡缅卡河（羅馬化：Reka Kamenka）或初问川（日语：／ Shoutokugawa）是萨哈林州阿尼瓦区的河流，长18公里，流域面积62.2平方公里，注入柳托加河。

## 引用
1. ↑  М·Г·瓦西科夫斯基. . 列宁格勒: 气象出版社. 1973 （俄语）.
2. ↑  . Verumwiki （俄语）.